# Atractodes assimilis
Atractodes assimilis là một loài tò vò trong họ Ichneumonidae.